# Torrent de la Llordella
El Torrent de la Llordella és un afluent per l'esquerra de la Rasa de la Creu de les Llaceres, al Bages.

## Municipis per on passa
El curs del Torrent de la Llordella transcorre íntegrament pel terme municipal de Cardona.

## Xarxa hidrogràfica
La xarxa hidrogràfica del Torrent de la Llordella està constituïda per 4 cursos fluvials que sumen una longitud total de 3.863 m.

### Distribució municipal
El conjunt de la seva xarxa hidrogràfica transcorre íntegrament pel terme municipal de Cardona.